# Corticarina biharensis
Corticarina biharensis es una especie de coleóptero de la familia Latridiidae.

## Distribución geográfica
Habita en la India.